# Hearts of Space
Hearts of Space este o emisiune muzicală săptămânală, difuzată pe postul public de radio din Statele Unite  prezentând muzică de natură contemplativă  din genuri precum ambient, New Age și electronică, dar include și lucrări din clasică, world, Celtică, experimentală, și alte selecții muzicale. Pe parcursul multor ani, producătorul și prezentatorul emisiunii Stephen Hill, a aplicat termenul "space music" pentru toată muzică difuzată în emisiune, indiferent de gen. Este cel mai longeviv program de radio difuzat, de genul său în întreaga lume.

## Istorie
Hearts of Space a fost creat în 1973 de Stephen Hill, co-produsă de Hill și Anna Turner. Mai întâi a fost difuzat ca Music from the Hearts of Space, o emisiune cu durata de trei ore seara târziu pe postul KPFA-FM în Berkeley, California. Era găzduită de Hill pseudonimul de radiodifuziune "Timotheo", cu Turner devenind co-gazdă din 1974 până în 1986 ca "Annamystic".
Scurtat la versiunea de o oră, a intrat sub formă sindicalizată pe postul public de radio în Ianuarie, 1983, crescând rapid în popularitate, semnându-și stația cu numarul 200 în trei ani. La data de December 2009, fiind încă difuzată la peste 200 de posturi de radio publice  săptămânal. Până pe 1 aprilie 2010, emisiunea Hearts of Space a fost de asemenea difuzată nopate de noapte de postul XM Satellite Radio. Începând din 2001, prin canalul său Audio Visions, edițiile mai vechi erau difuzate în nopțile zilelelor de lucru la ora 11 PM ET. Emisiunile actuale săptămânale au fost difuzate în zilele de Sâmbăta la ora 9 AM ET, apoi repetate Duminica la 9 PM ET. După fuziune, Sirius XM Satellite Radio a mutat emisiunea pe canalul său Spa pînă la încetarea ei. Din 17 august 2012, au fost produse 988 de rate ale emisiunii.

## Detaliile creării
Episoadele, sau "transmisiile," sunt tematice, începând cu o întroducere narativă de Hill, urmată de aproape o oră neîntreruptă de muzică segue-mixată. Emisiunea se încheie cu prezentarea detaliilor pieselor difuzate. Înainte de a părăsi emisiunea în 1986, co-producătoarea Anna Turner prezenta îmreună cu Hill emisiunea. Din Iunie 2009, Hearts of Space este prezentată de Hill și produsă de Hill și producătorul Asociat, Steve Davis. Un număr de alte persoane au lucrat la Hearts of Space, inclusiv producătorul oaspete, Ellen Holmes care a creat o serie de emisiuni "Adagio Recordings classical spacemusic".

## Proiecte înrudite
Emisiunea Hearts of Space a dat naștere unui număr de proiecte înrudite, inclusiv Hearts of Space Archive, un serviciu de difuzare a muzicii ambient comerciale început în 2001, și casa de discuri Hearts of Space Records ce a luat naștere în 1984,  (incluzînd 5 sectoare, sub-labele sau imprinturi de label : Hearts of Space Records, pentru esențiala space music; Hearts O' Space, pentru albume  Irlandeze/Celtice; World Class, pentru albume world-music; Fathom, pentru albumele cu sunet profund: de dark ambient, a artiștilor precum Robert Rich și Steve Roach; și RGB, pentru coloane sonore și albume electronice cu orientare pop). Casa de discuri a lansat aproape 150 de album în decursul existenței sale; de asemenea a licețiat și lansat albume Europene în S.U.A. În decursul anilor 1980 Hill a produs de asemenea albume pentru alte case de discuri, cum ar fi cele ale Eckart Rahn (Celestial Harmonies, Fortuna Records, Kuckuck Schallplatten). În 2001, casa de discuri (și catalogul) au fost vândute Valley Entertainment. Deși Stephen Hill nu mai este asociat în vreun fel cu latura comercială a casei de discuri, continuă să lucreze la A&R și să producă noi compilații pentru.